# Corrado Del Greco
Corrado Del Greco (Firenze, 16 dicembre 1906 – Canale di Sicilia, 12 ottobre 1940) è stato un militare e marinaio italiano, decorato di Medaglia d'oro al valor militare alla memoria durante il corso della seconda guerra mondiale.

## Biografia

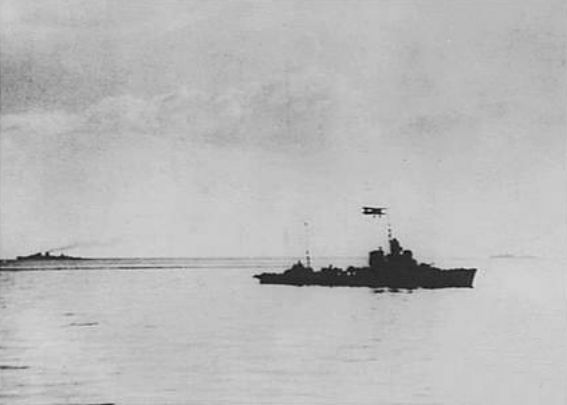
L'incrociatore leggero Orion, a sinistra, e il similare Sydney visibile sullo sfondo, mentre un aerosilurante Fairey Swordfish sorvola il cacciatorpediniere Artigliere immobilizzato.

Nacque a Firenze il 16 dicembre 1906. Studente del Politecnico di Milano, al terzo anno di ingegneria, nel novembre 1927 si arruolò nella Regia Marina ed iniziò a frequentare la Regia Accademia Navale di Livorno, da cui uscì nell'aprile del 1929 con la nomina a guardiamarina.
Promosso sottotenente di vascello nel 1930, divenne tenente di vascello nel 1934, e dopo varie imbarchi su unità di superficie, nel 1937, fu destinato a ricoprire l'incarico di addetto navale e Comandante del Distaccamento Marina presso l'Ambasciata d'italia a Pechino, in Cina. Rientrato in Italia nel 1939, assunse il comando della torpediniera Giuseppe Cesare Abba e poi quello della torpediniera Ariel e, il 27 maggio 1940, alla vigilia dell'entrata in guerra del Regno d'Italia si imbarco sul cacciatorpediniere Artigliere con l'incarico di Assistente di Squadriglia, che allora era al comando del capitano di vascello Carlo Margottini.
Il 12 ottobre 1940 la XI Squadriglia Cacciatorpediniere fu impegnata in una ricerca notturna di una formazione navale nemica nel Canale di Malta, che sfociò nella battaglia di Capo Passero, l'Artigliere, colpito dal fuoco nemico e con un incendio a bordo, rimasto immobilizzato fu preso a rimorchio dal cacciatorpediniere Camicia Nera. Durante la fasi dell combattimento avevano trovato la morte sia lui che il capitano Margottini, ed entrambi furono insigniti della medaglia d'oro al valor militare alla memoria. All'alba l'Artigliere fu avvistato dalle navi inglesi, di tre incrociatori e tre cacciatorpediniere, e alle 8:10 il Camicia Nera attaccato da aerei nemici e con le navi britanniche in rapido avvicinamento dovette tagliare il cavo di rimorchio e abbandonare l'Artigliere al suo destino. L'incrociatore pesante HMS York sparò un colpo di avvertimento a prua del, cacciatorpediniere italiano intimando all'equipaggio di abbandonare la nave. Una volta evacuato fu colpito dalle artiglieria dello York, che lanciò anche un siluro, e affondato.

### Fonti
1. 1 2  Gruppo Medaglie d'Oro al Valor Militare 1965, p. 437.
2. 1 2 3  Marina Difesa.
3. 1 2 3  Combattenti Liberazione.
4. 1 2 3 4  Difesa Online.
5. ↑   Del Greco Corrado, Medaglia d'oro al valor militare, su Sito web del Quirinale.